# 너지 졸트
너지 졸트(헝가리어: Nagy Zsolt, 1993년 5월 25일 ~ )는 헝가리의 축구 선수로, 푸슈카시 아카데미아와 헝가리 국가대표팀에서 미드필더로 활약하고 있다.

## 구단 경력
너지는 펠추트에서 선수 생활을 시작하였고, 그 후 2011년 펠추트의 파트너 팀인 페헤르바르와 계약하였다. 그러나, 그는 페헤르바르에서의 2년 동안 어떠한 경기도 출전하지 못하였다. 이에, 그는 펠추트의 넴제티 버이녹샤그 II 클럽인 푸슈카시 아카데미아로 임대되어 2012-13년 시즌에 8경기에 출전할 수 있었다. 그의 짧은 기간은 구단주를 확신시켰고, 그는 2013년에 매입하였다.
2013년 푸슈카시 아카데미아가 1부 리그로 승격하면서 넴제티 버이녹샤그 I에 데뷔했다.
2017-18년 시즌에는 츠사크바리로 임대되었다.
호르냐크 졸트가 푸슈카시 아카데미아의 감독으로 부임한 이후, 그는 2019-20년, 2020-21년, 그리고 2021-22년 시즌에 각각 25, 27, 그리고 28번 출전하며 안정적인 선수단의 일원이 되었다.
2023년 12월 8일 판초아레나에서 열린 넴제티 버이녹샤그 I 시즌 케치케메트와의 경기에서 2골을 기록하며 3-0 승리를 이끌었다.

## 국가대표팀 경력
너지는 2019년 11월 15일 우루과이와의 친선 경기에서 헝가리 국가대표팀 데뷔 전을 치렀다. 그는 75분에 코르후트 미하이와 교체 투입되었다.
2022년 6월 11일, 그는 푸슈카시 아레나에서 열린 독일과의 2022-23년 UEFA 네이션스리그 A 경기에서 첫 골을 기록했다. 경기는 1-1 무승부로 끝났다. 3일 후, 그는 같은 대회에서 잉글랜드를 상대로 헝가리의 3번째 골을 기록해 4-0 승리를 이끌었다.
2024년 5월 14일, 너지는 UEFA 유로 2024 헝가리 국가대표 선수단에 이름을 올렸다. 그는 독일과의 2-0 패배와 스코틀랜드와의 1-0 승리 모두에서 케르케즈 밀로시와 교체되어 출전했고, 헝가리는 A조 3위를 차지했다.